# The Paragons
The Paragons — ямайський ска та рокстеді гурт з Кінгстона, що діяв у 1960-х роках.
Найвідомішим треком гурту є «The Tide Is High», написаний Джоном Голтом.

## Історія
Перші записи The Paragons на початку шістдесятих були зроблені в студії One / Coxsone.
У першому складі гурту були Ґарт «Тайрон» Еванс, Боб Енді, Джуніор Менц та Лерой Стеймп.
У 1964 році останніх двох замінили Джон Голт і Говард Барретт.
Боб Енді покинув групу наприкінці 1965 року, а The Paragons продовжили існувати як тріо.
Ранні The Paragons використовували вокальні гармонії ямайських груп початку 1960-х. Починаючи з 1964 року, вони записували на лейблі Treasure Isle пісні «Memories by the Score», «On the Beach», «Only a Smile» і «Wear You to the Ball».
Записи гурту, включаючи широко популярну «The Tide Is High» 1967 року, є одними з найважливіших прикладів популярної музики Ямайки.
У 1970 році Голт покинув гурт заради сольної кар'єри, після чого вони записувалися з вокалісткою Рослін Світ як Roslyn Sweat & The Paragons.
Невдовзі місце Голта зайняв Вік Тейлор. Це нове тріо записало 3 альбоми.
Класичний склад гурту Голт, Баррет і Еванс був відновлений на початку 1980-х років після успіху кавер-версії Blondie на їх пісню «The Tide Is High», але невдовзі Голт знову покинув гурт.

## Склад
- Ґарт «Тайрон» Еванс
- Говард Барретт
- Вік Тейлор

###### Колишні учасники
- Джон Голт
- Боб Енді
- Джуніор Менц
- Лерой Стеймп

## Дискографія
- «On the Beach» (1967)
- «With Roslyn Sweat» (1974)
- «The Paragons» (1981)
- «Now» (1981)
- «For You?» (1982)
- «Yellowman Meets the Paragons» (1993)
- «The Paragons Sing the Beatles and Bob Dylan» (1998)
- «The Legendary Paragons» (2000)
- «The Paragons Return» (2017)